# Ranville
Ne doit pas être confondu avec Ranville-Breuillaud.
Ranville est une commune française, située dans le département du Calvados en région Normandie, peuplée de 2 055 habitants.

## Géographie

### Localisation
Ranville se situe à 6 km au nord-est de Caen à 49° 13′ 55″ N, 0° 15′ 23″ O.
Bien que la commune fasse partie de l'aire urbaine de Caen et qu'elle soit limitrophe de la communauté urbaine de Caen la Mer, elle ne fait pas partie de cette dernière. En 1997, elle est intégrée à la communauté de communes Campagne et Baie de l'Orne qui fusionne avec deux autres communauté de communes en 2017 pour former la communauté de communes Normandie-Cabourg-Pays d'Auge.
Le 1er janvier 2017, la commune passe alors de l'arrondissement de Caen à celui de Lisieux.
| Ouistreham          | Amfreville  |                    |
| Bénouville          | Ranville    | Bréville-les-Monts |
| Blainville-sur-Orne | Colombelles | Hérouvillette      |

### Hydrographie
La commune est située dans le bassin Seine-Normandie. Elle est drainée par l'Orne et l'Aiguillon,,.
L'Orne, d'une longueur de 170 km, prend sa source dans la commune d'Aunou-sur-Orne et se jette  dans l'embouchure de l'Orne à Merville-Franceville-Plage, après avoir traversé 60 communes. 

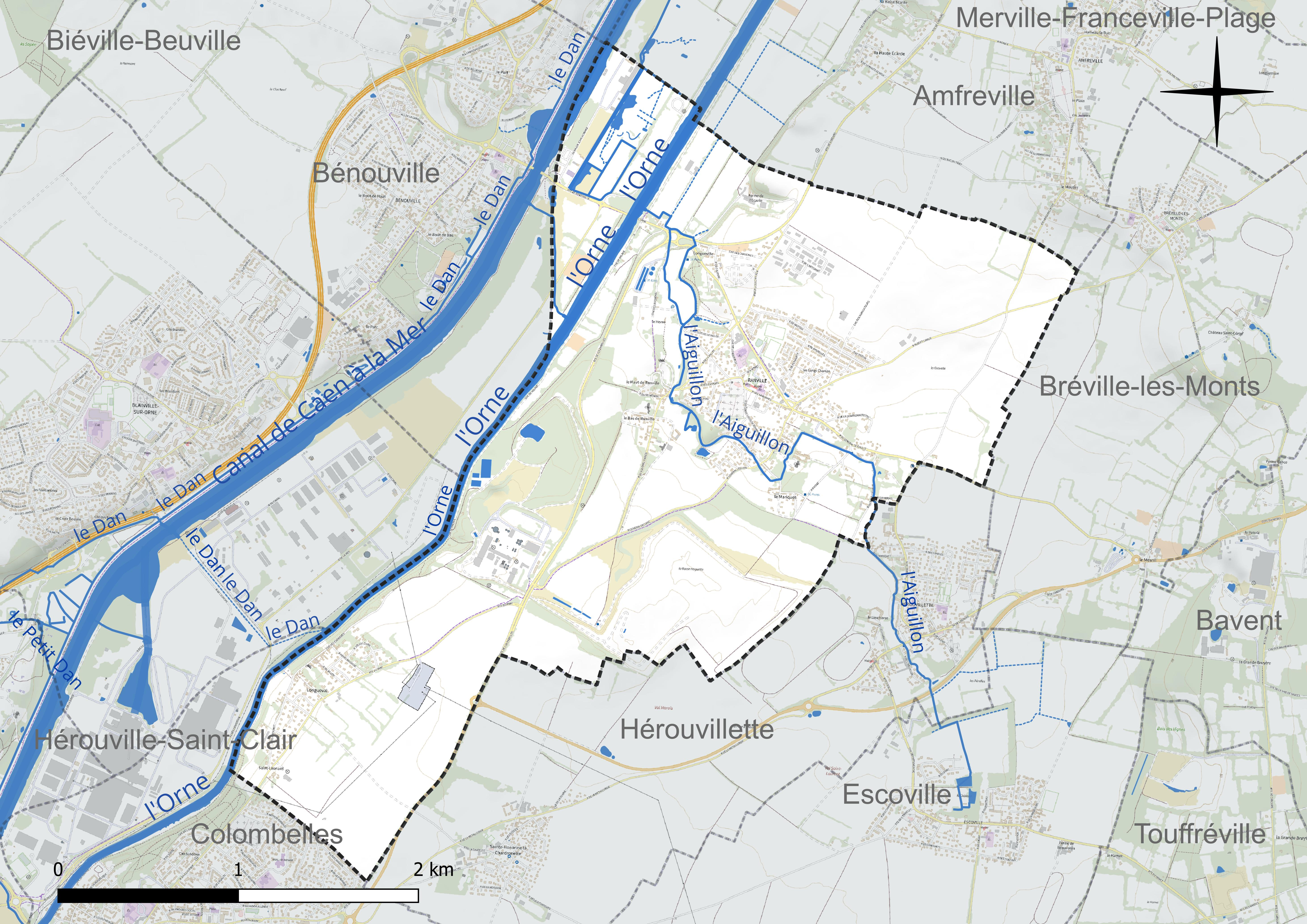
Réseau hydrographique de Ranville.

### Climat
Pour des articles plus généraux, voir Climat de la Normandie et Climat du Calvados.
En 2010, le climat de la commune est de type climat océanique altéré, selon une étude du CNRS s'appuyant sur une série de données couvrant la période 1971-2000. En 2020, Météo-France publie une typologie des climats de la France métropolitaine dans laquelle la commune est exposée à un climat océanique et est dans la région climatique  Normandie (Cotentin, Orne), caractérisée par une pluviométrie relativement élevée (850 mm/a) et un été frais (15,5 °C) et venté. Parallèlement le GIEC normand, un groupe régional d'experts sur le climat, différencie quant à lui, dans une étude de 2020, trois grands types de climats pour la région Normandie, nuancés à une échelle plus fine par les facteurs géographiques locaux. La commune est, selon ce zonage, exposée à un « climat des plateaux abrités », correspondant à la plaine agricole de Caen à Falaise, sous le vent des collines de Normandie et proche de la mer, se caractérisant par une pluviométrie et des contraintes thermiques modérées.
Pour la période 1971-2000, la température annuelle moyenne est de 10,7 °C, avec  une amplitude thermique annuelle de 12 °C. Le cumul annuel moyen de précipitations est de 664 mm, avec 11,3 jours de précipitations en janvier et 7,1 jours en juillet. Pour la période 1991-2020, la température moyenne annuelle observée sur la station météorologique la plus proche, située sur la commune de Sallenelles à 4 km à vol d'oiseau, est de 11,8 °C et le cumul annuel moyen de précipitations est de 735,8 mm,. Pour l'avenir, les paramètres climatiques de la commune estimés pour 2050 selon différents scénarios d'émission de gaz à effet de serre sont consultables sur un site dédié publié par Météo-France en novembre 2022.

## Urbanisme

### Typologie
Au 1er janvier 2024, Ranville est catégorisée ceinture urbaine, selon la nouvelle grille communale de densité à 7 niveaux définie par l'Insee en 2022.
Elle appartient à l'unité urbaine de Ranville, une agglomération intra-départementale dont elle est ville-centre,. Par ailleurs la commune fait partie de l'aire d'attraction de Caen, dont elle est une commune de la couronne,. Cette aire, qui regroupe 296 communes, est catégorisée dans les aires de 200 000 à moins de 700 000 habitants,.
La commune, bordée par la baie de Seine, est également une commune littorale au sens de la loi du 3 janvier 1986, dite loi littoral. Des dispositions spécifiques d'urbanisme s'y appliquent dès lors afin de préserver les espaces naturels, les sites, les paysages et l'équilibre écologique du littoral, tel le principe d'inconstructibilité, en dehors des espaces urbanisés, sur la bande littorale des 100 mètres, ou plus si le plan local d'urbanisme le prévoit.

### Occupation des sols
L'occupation des sols de la commune, telle qu'elle ressort de la base de données européenne d'occupation biophysique des sols Corine Land Cover (CLC), est marquée par l'importance des territoires agricoles (61,8 % en 2018), en diminution par rapport à 1990 (69,7 %). La répartition détaillée en 2018 est la suivante :
terres arables (47,3 %), zones urbanisées (16 %), mines, décharges et chantiers (11,2 %), prairies (8,6 %), milieux à végétation arbustive et/ou herbacée (6,5 %), zones agricoles hétérogènes (5,9 %), eaux continentales (2,8 %), zones industrielles ou commerciales et réseaux de communication (1,7 %). L'évolution de l'occupation des sols de la commune et de ses infrastructures peut être observée sur les différentes représentations cartographiques du territoire : la carte de Cassini (XVIIIe siècle), la carte d'état-major (1820-1866) et les cartes ou photos aériennes de l'IGN pour la période actuelle (1950 à aujourd'hui).

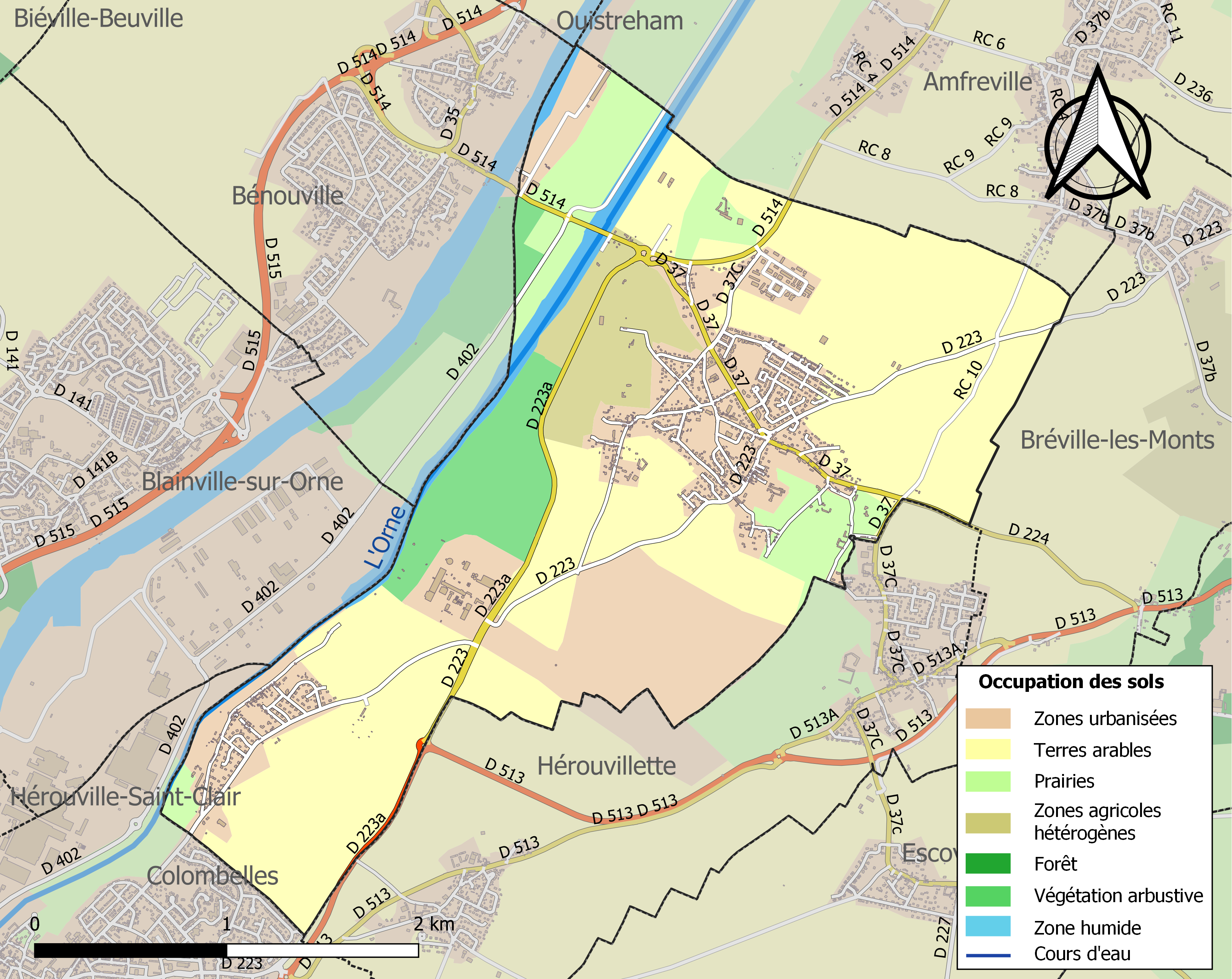
Carte des infrastructures et de l'occupation des sols de la commune en 2018 (CLC).

## Toponymie
Le nom de la localité est cité sous les formes Ranvilla en 1066 (Fauroux 231) ; Ranvilla en 1087 (Lucien Musset, Abbayes caennaises, 8) ; [Osulfus de] Ranvilla en 1142-1164 (Cartulaire de Saint-Evroult, f° 113 v°) ; Ranvilla au XIIe siècle (Recueil des actes de Henri II roi d'Angleterre et duc de Normandie) ; Raanvilla en 1240 - 1250 ;  Ranville au XVIIIe siècle (carte de Cassini).
Il s'agit d'une formation médiévale en -ville au sens ancien de « domaine rural ». Le premier élément Ran- représente sans doute un anthroponyme selon le cas le plus fréquent.
Pour expliquer cet élément, Albert Dauzat propose le nom de personne germanique Rado sans citer de formes anciennes, explication reprise par François de Beaurepaire plus récemment, qui compare à Ragny dans le même département. Il contiendrait, selon lui, le même anthroponyme. Cependant, Ernest Nègre et René Lepelley préfèrent Rando,.
Pourtant, le même Ernest Nègre qui mentionne, à propos de Ransart (Pas-de-Calais, Ransart 1169), le nom de personne Hramnus cité par Marie-Thérèse Morlet, n'y songe pas en ce qui concerne Ranville, malgré l'absence dans les formes anciennes d'un [d].
Remarque : Ni Ernest Nègre, ni René Lepelley ne tiennent compte du fait que Ranville se situe dans l'aire de diffusion de la toponymie anglo-scandinave et qu'il est appuyé par des microtoponymes régionaux tels que Rantot (Manche, Digulleville, Derantot 1825 - 1866, c'est-à-dire « la ferme de Rantot »), associé à l'appellatif -tot issu du l'ancien scandinave topt, toft « établissement, ferme » et Randal (Manche, le Vrétot, Bois de Randal 1456) associé à l'ancien scandinave dal, accusatif de dalr « val, vallée », sans doute apparenté au Randal norvégien, Sogn og Fjordane) qui contiennent également un élément Ran-. Or, il existe aussi un nom de personne norrois Randr (ou vieux danois Rand) et le nom de personne féminin vieux norrois Rán. En Normandie, les noms en -tot ont souvent leur équivalent en -ville (cf. Cidetot / Cideville ; Chiffretot / Chiffreville ; Épretot / Épreville ; Colleville / Colletot, etc.), voire en un autre élément d'origine scandinave. Si l'assimilation probable de [d] de Rand avec le [t] de -tot et le [d] de -dal va de soi, en revanche, Ernest Nègre et René Lepelley suppose que [d] ait pu s'amuïr aussi tôt dans Ranville sans laisser de trace. Cela se vérifie effectivement pour Branville (Eure) qui est attesté sous la forme Branville dès le XIe siècle et pour Branmesnil (Seine-Maritime, hameau disparu autour de La Poterie-Cap-d'Antifer, Branmaisnil vers 1040 chez Jean Adigard des Gautries, 1956 p. 230), deux noms qui présentent un contexte phonétique analogue /ran/ et qu'on compare avec Branville (Seine-Maritime, Saint-Aubin-Épinay) désigné Brant villa en 1025. Bran- s'explique en effet par le nom de personne scandinave Brandr,.
La ressemblance avec Ranville (Charente, Aranvilla 1254) et avec Rainville (Vosges, Rainovilla Xe siècle) est fortuite.

## Histoire
Une voie antique reliant Pont-Audemer et Bayeux passait sur le territoire de la commune ; les voyageurs devaient emprunter un bac à Ranville afin de traverser l'Orne jusqu'au port de Bénouville et poursuivre leur route. L'Orne ne suivait toutefois pas son cours actuel. Jusqu'à l'époque moderne, le cours de l'Orne effectuait de nombreux méandres. En 1679, l'Orne fut redressée entre les carrières de Ranville et Clopée à Mondeville. Lors de la construction du canal de Caen à la mer, ouvert à la navigation en 1857, l'Orne fut redressée entre Ranville et le corps de garde de Sallenelles ; l'ancien lit du fleuve fut en partie repris par le canal (entre Pegasus Bridge et le déversoir du Maresquier),,. De ce fait, l'ancien bac se trouvait à proximité de l'actuel pont de Bénouville, connu également sous le nom de Pegasus Bridge.
Un domaine agricole (« ville » cf. vilain) s'est sans doute développé avant l'existence de la commune. Au cours des siècles, l'économie de la commune repose sur trois activités principales :
- l'extraction de la pierre de Caen qui était ensuite acheminée, vers l'Angleterre notamment, par l'Orne (la rue des Carrières à Longueval rappelle ce passé),
- l'exploitation des ressources fluviales à Longueval (pratiquée par les sablonniers et les pêcheurs) et qui périclita avec l'ouverture du canal de Caen à la mer,
- l'agriculture, notamment sur les marais asséchés aux XIXe et XXe siècles.

Comme souvent dans la plaine de Caen, l'habitat ne s'organisait pas autour de l'église paroissiale (église Notre-Dame-des-Prés de Mondeville, église Saint-Hilaire de Cairon par exemple). La commune était éclatée entre plusieurs hameaux plus ou moins regroupés :
1. l'église,
2. le Bas de Ranville,
3. le Hom,
4. le Mariquet,
5. Longueville,
6. la Basse-Écarde,
7. Longueval.

En 1860, les Ranvillais décidèrent de démolir leur église, jugée vétuste et trop exiguë. Ils conservèrent seulement le clocher des XIe et XIIe siècles qui subsiste encore aujourd'hui à côté de la nouvelle église.
Après le percement du canal et le redressement de l'Orne, un bac fut établi sur le nouveau cours du fleuve. En 1869-1870, il fut remplacé par un pont-tournant. En 1892, le pont fut renforcé lors de la construction de la ligne des chemins de fer du Calvados entre Bénouville et la gare de Dives - Cabourg. Celle ligne disposait de plusieurs arrêts sur la commune : pont de Ranville, Ranville et ferme de l'Écarde. Le service est interrompu le 29 septembre 1932.
Lors de l'opération Tonga, le 6 juin 1944, le nom de code de la capture du pont de Ranville, nommé Horsa bridge, était Euston 2 (Euston 1 était la prise du pont de Bénouville, ou Pegasus Bridge, sur le canal de l'Orne). Ranville a été libéré le 6 juin 1944 par le 13e bataillon parachutiste britannique (13th Parachute Battalion) commandé par le lieutenant-colonel Peter Luard. Le clocher médiéval de l'église a été le théâtre d'un fait tragique : un tireur allemand embusqué au sommet a abattu trois parachutistes britanniques, avant d'être lui-même tué. Il repose aujourd'hui auprès de ses victimes dans le cimetière paroissial à quelques mètres du clocher.
Le château du Heaume ou du Hom, un manoir à un étage, servit ensuite de quartier-général à la 6th Airborne Division.
Dans les années 1970, le pont-tournant a été détruit pour être remplacé par l'actuel ouvrage fixe.
Après la Seconde guerre mondiale, la commune, qui avait connu une population relativement stable au XIXe siècle et au début du XXe siècle, connait une forte croissance démographique (621 habitants en 1946 contre 1 896 habitants en 1999). L'habitat pavillonnaire se développe et les anciens hameaux se trouvent alors réunis dans un espace urbain peu dense. Seuls la ferme de la Basse-Écarde et le hameau de Longueval restent vraiment à l'écart de cet ensemble.

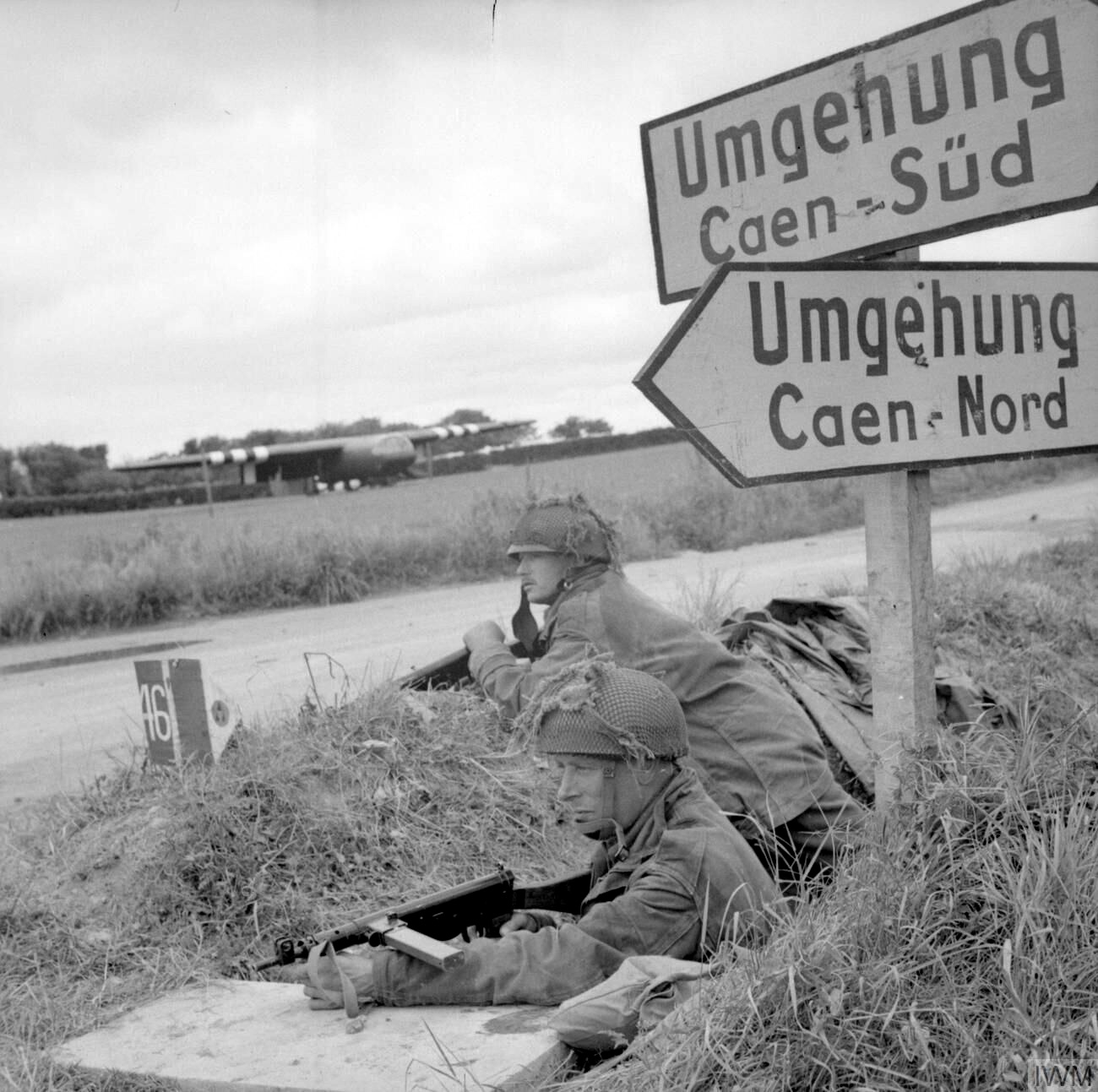
Surveillance d'un carrefour près de Ranville par la 6th Airborne Division le 7 juin 1944.
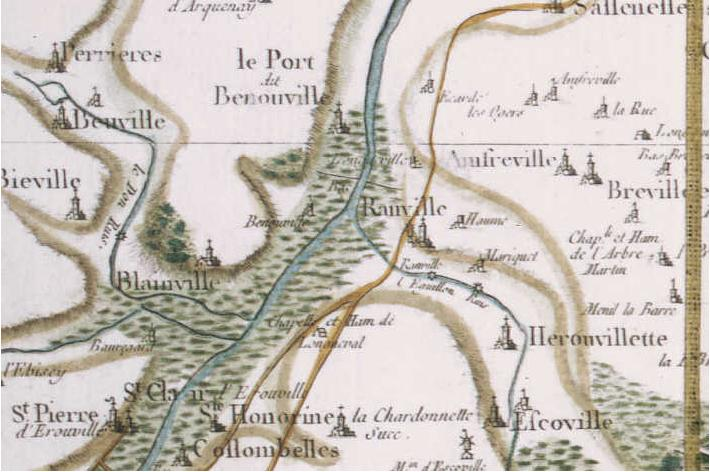
Ranville au XVIIIe sur la carte de Cassini.

## Économie
La ville abrite une cimenterie de Ciments français, filiale du groupe italien Italcementi.

## Politique et administration

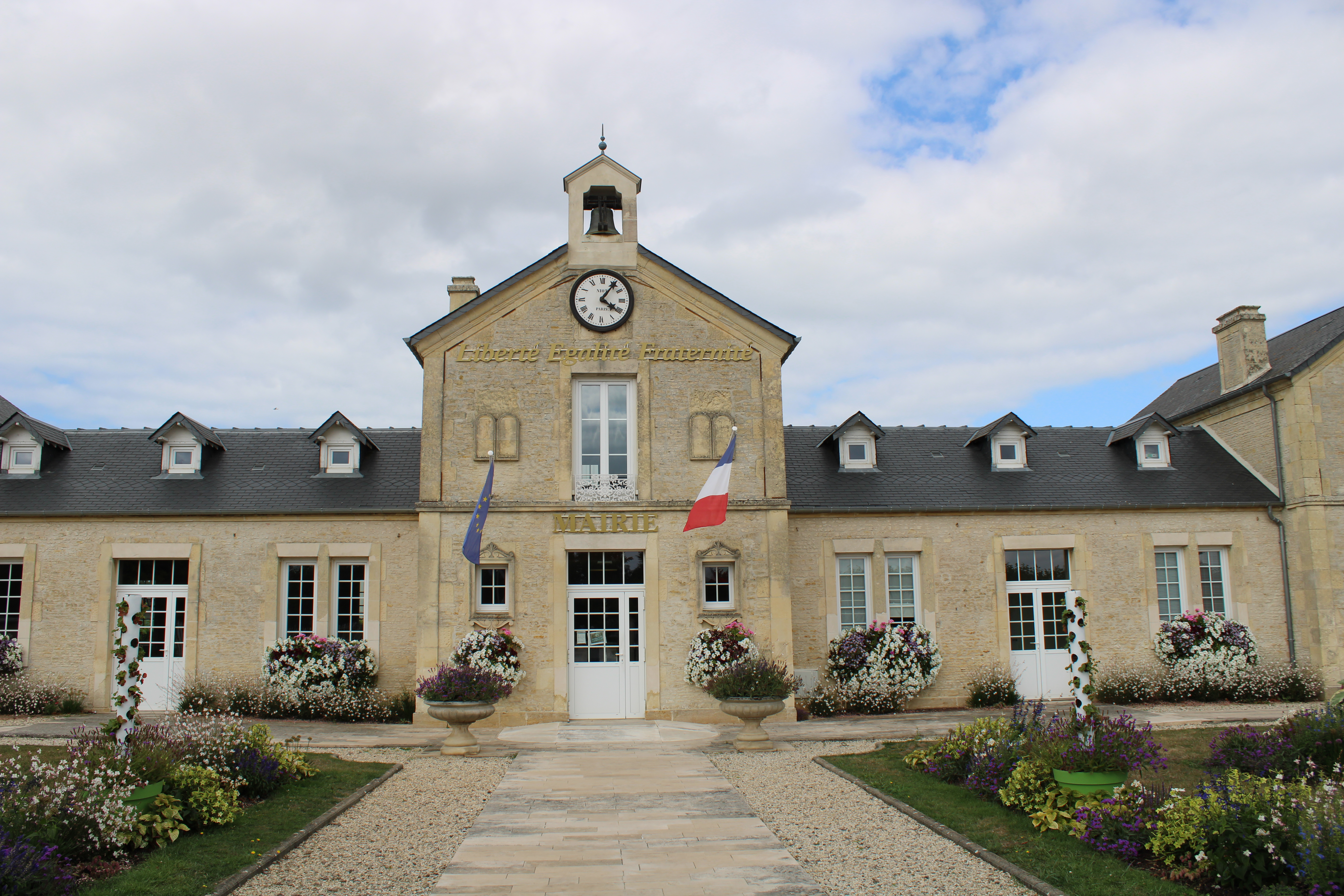
L'hôtel de ville.

## Démographie
L'évolution du nombre d'habitants est connue à travers les recensements de la population effectués dans la commune depuis 1793. Pour les communes de moins de 10 000 habitants, une enquête de recensement portant sur toute la population est réalisée tous les cinq ans, les populations de référence des années intermédiaires étant quant à elles estimées par interpolation ou extrapolation. Pour la commune, le premier recensement exhaustif entrant dans le cadre du nouveau dispositif a été réalisé en 2005.
En 2022, la commune comptait 2 055 habitants, en évolution de +15,71 % par rapport à 2016 (Calvados : +1,58 %, France hors Mayotte : +2,11 %).
| 1793 | 1800 | 1806 | 1821 | 1831 | 1836 | 1841 | 1846 | 1851 |
| ---- | ---- | ---- | ---- | ---- | ---- | ---- | ---- | ---- |
| 633  | 640  | 616  | 640  | 682  | 774  | 800  | 820  | 682  |

| 1856 | 1861 | 1866 | 1872 | 1876 | 1881 | 1886 | 1891 | 1896 |
| ---- | ---- | ---- | ---- | ---- | ---- | ---- | ---- | ---- |
| 714  | 720  | 645  | 626  | 616  | 600  | 540  | 488  | 496  |

| 1901 | 1906 | 1911 | 1921 | 1926 | 1931 | 1936 | 1946 | 1954 |
| ---- | ---- | ---- | ---- | ---- | ---- | ---- | ---- | ---- |
| 503  | 508  | 519  | 600  | 526  | 553  | 545  | 621  | 682  |

| 1962 | 1968  | 1975  | 1982  | 1990  | 1999  | 2005  | 2006  | 2010  |
| ---- | ----- | ----- | ----- | ----- | ----- | ----- | ----- | ----- |
| 883  | 1 005 | 1 519 | 1 690 | 1 681 | 1 896 | 1 775 | 1 750 | 1 633 |

| 2015  | 2020  | 2022  | - | - | - | - | - | - |
| ----- | ----- | ----- | - | - | - | - | - | - |
| 1 776 | 1 962 | 2 055 | - | - | - | - | - | - |

## Culture locale et patrimoine

### Lieux et monuments
- L'église Notre-Dame-de-l'Assomption (clocher du XIe-XIIe protégé par l'Association Sauvegarde du Patrimoine de Ranville et rénové en 2007-2008).
- Le cimetière civil où reposent des militaires français et britanniques tombés pendant la bataille de Normandie.
- Le cimetière militaire du Commonwealth où reposent notamment les premiers parachutistes britanniques et canadiens décédés à partir du 6 juin 1944.
- Le château de Guernon-Ranville, dit aussi château de Ranville.
- Le château du Hom.
- Le château du Mariquet.
- Le manoir du XVIe, rue de la Grange-aux-Dimes.
- La grange aux dîmes qui dépendait de l'abbaye aux Dames.
- Le moulin à vent, témoignage de l'importance de l'activité céréalière de la région.
- Le lavoir sur l'Aiguillon.
- Le Mémorial Pegasus, entre l'Orne et le canal, dans le parc duquel a été installé le pont historique.
- Le monument aux morts, situé dans le cimetière, surmonté de la statue du Poilu au repos, réalisée par Étienne Camus.

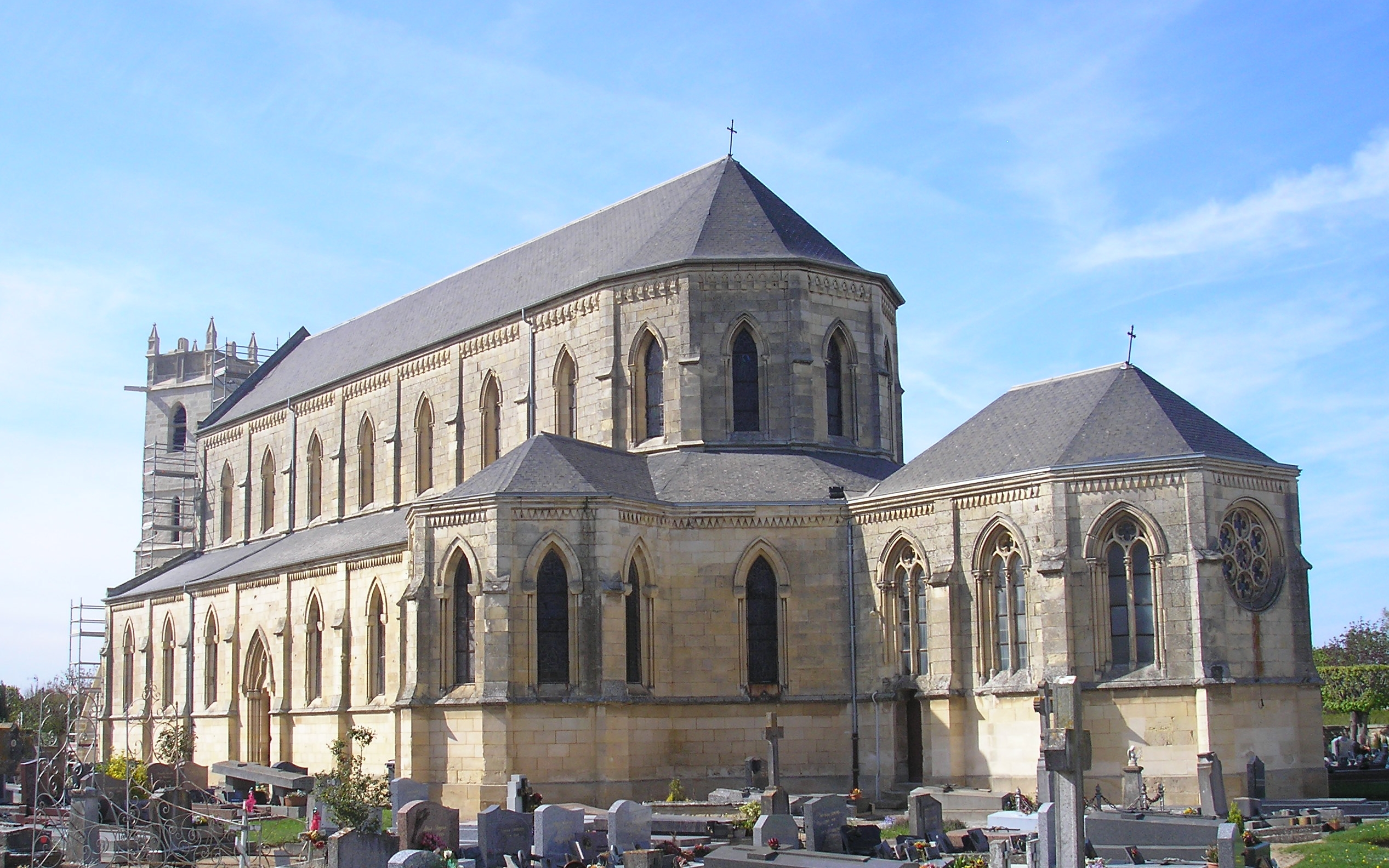
L'église, côté chevet.
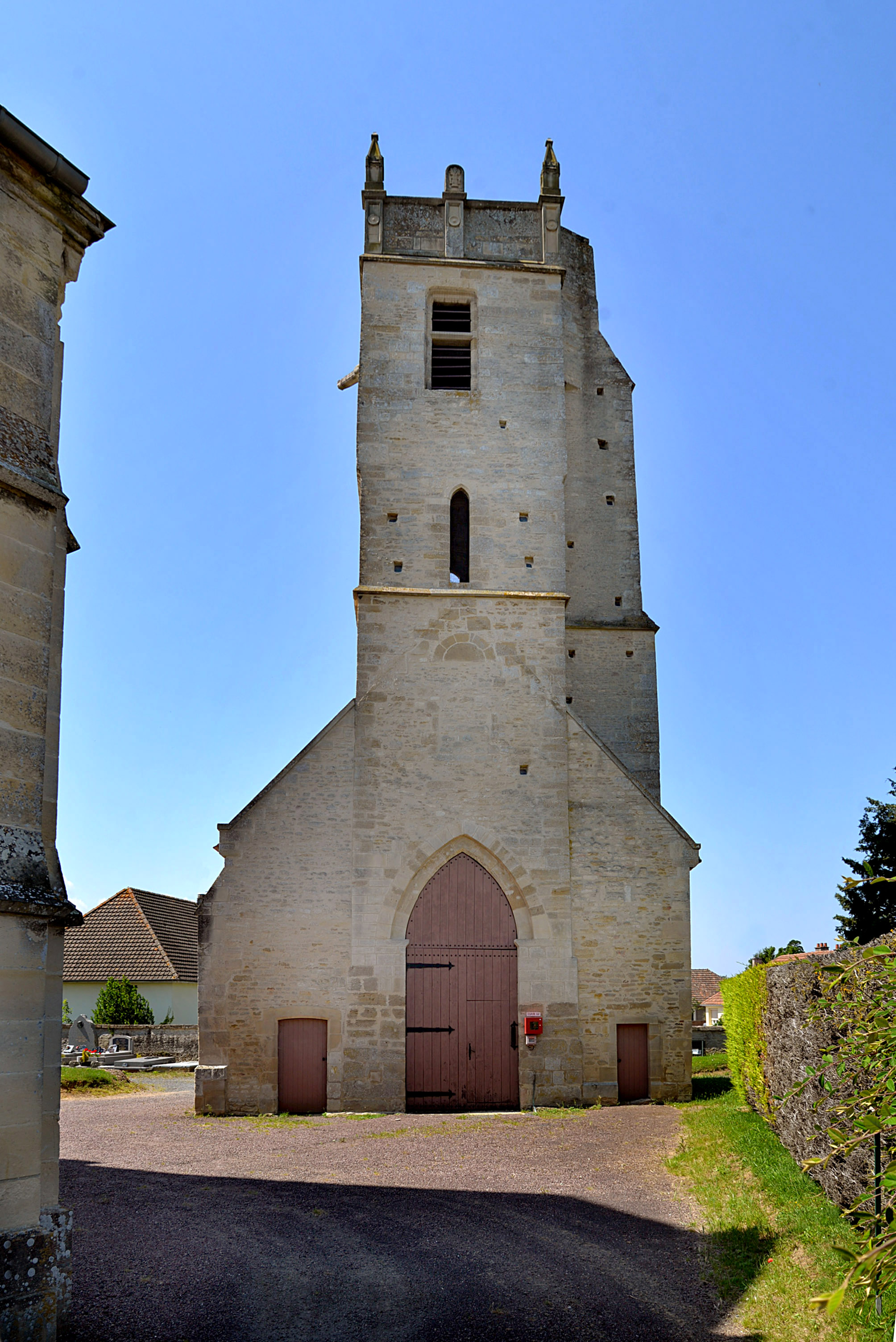
Le clocher de l'église.
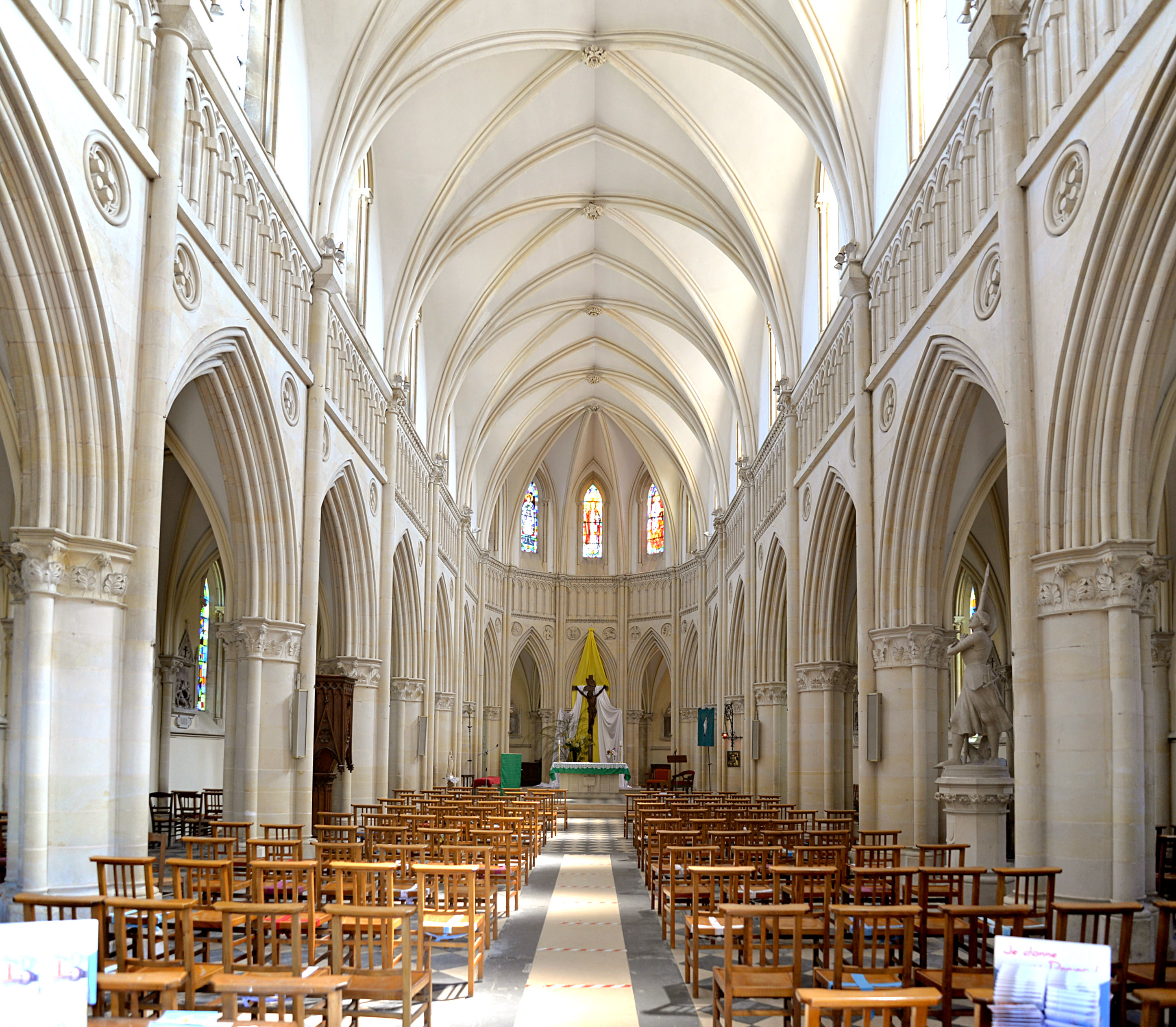
La nef de l'église.
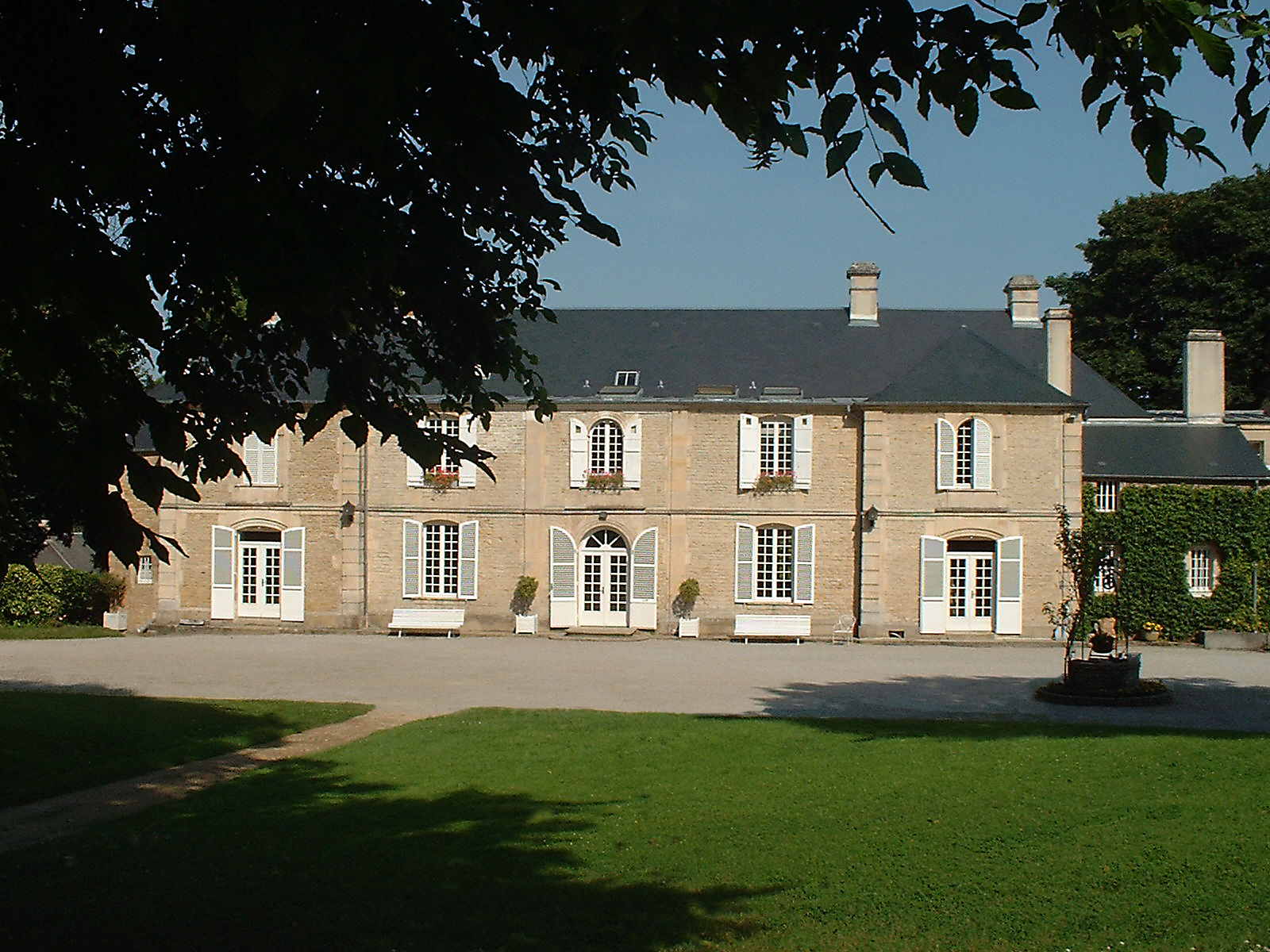
Le château de Guernon-Ranville.
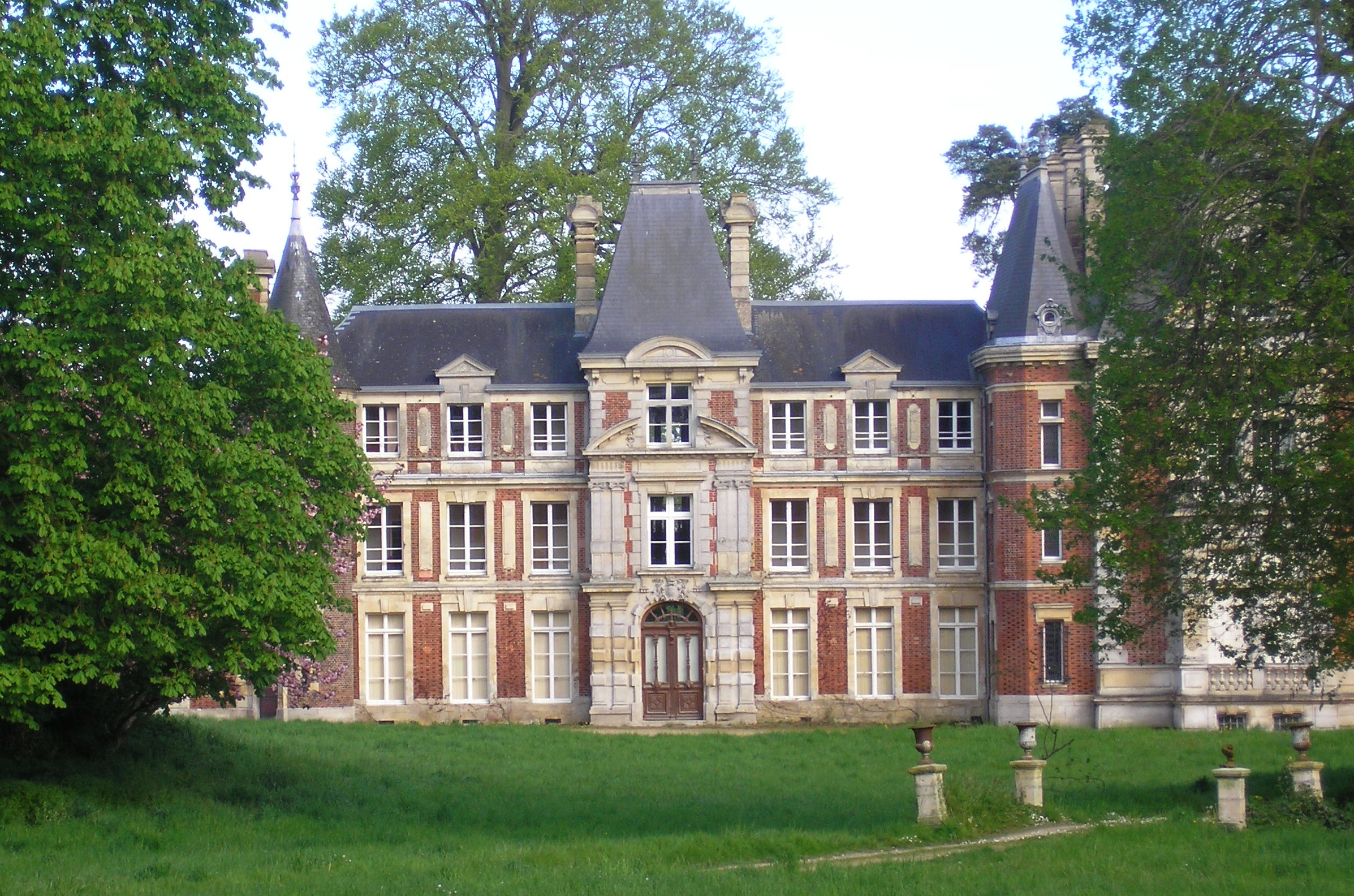
Le château de Mariquet.
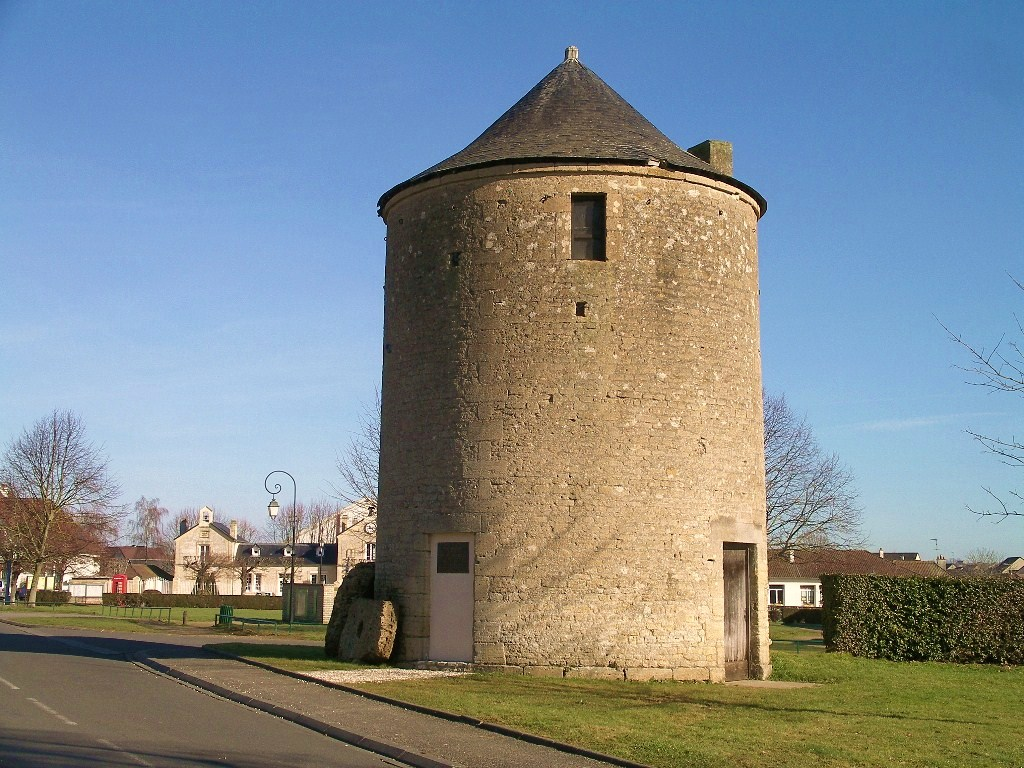
L'ancien moulin à vent.
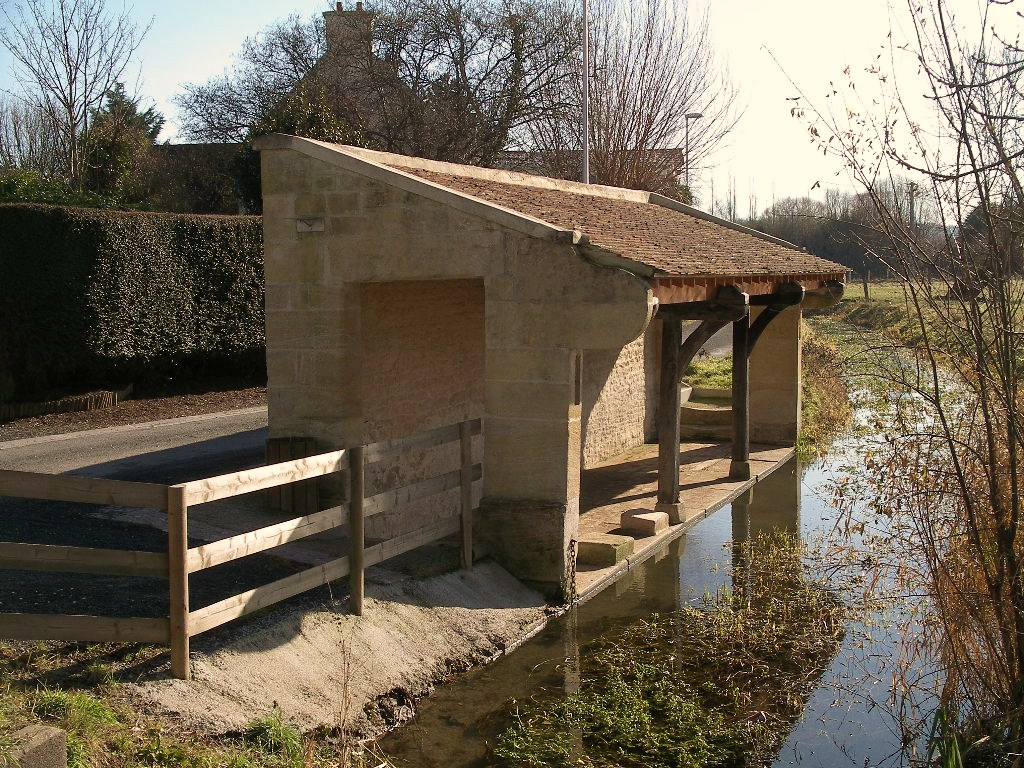
Le lavoir.
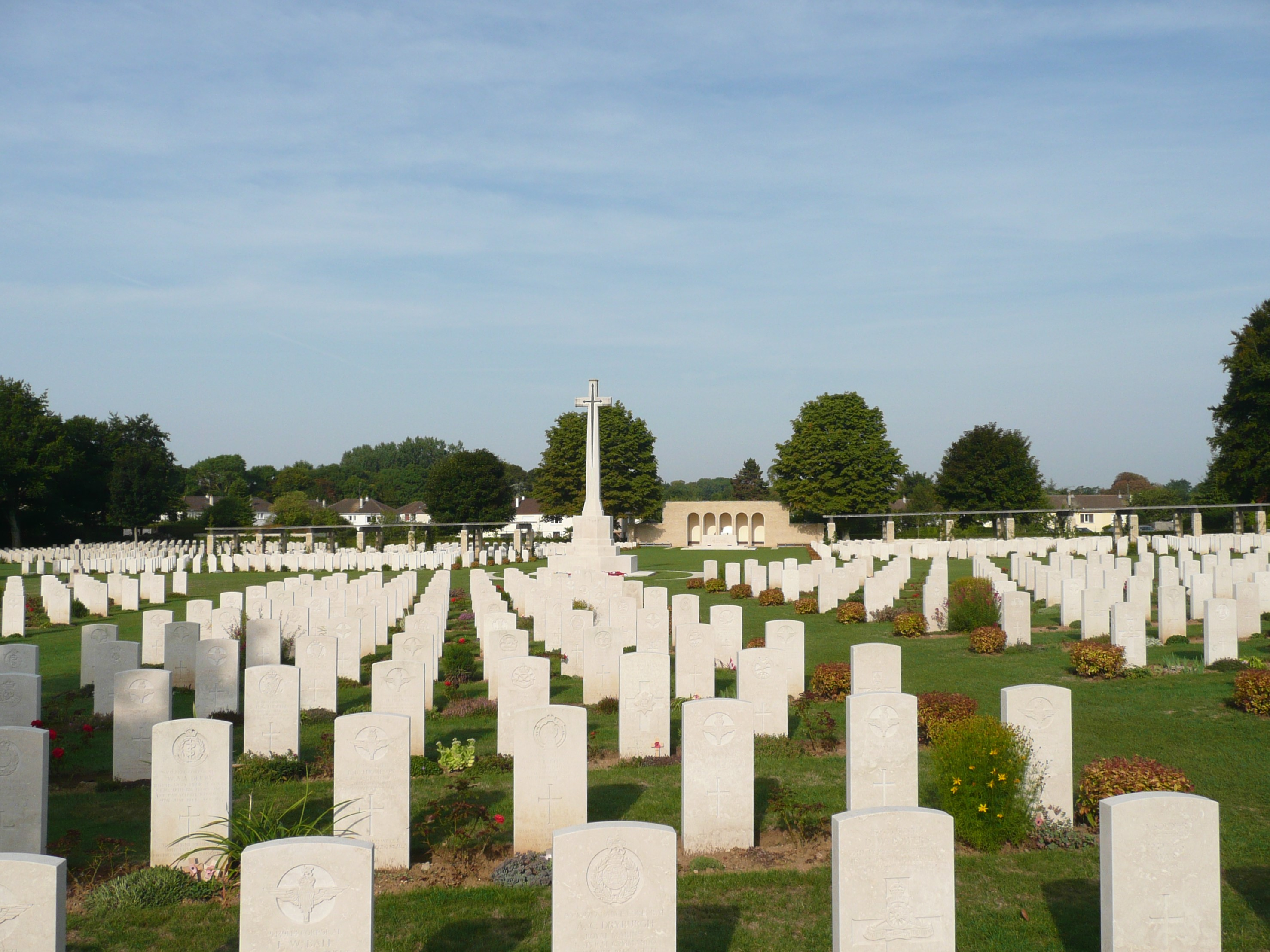
Le cimetière militaire du Commonwealth.
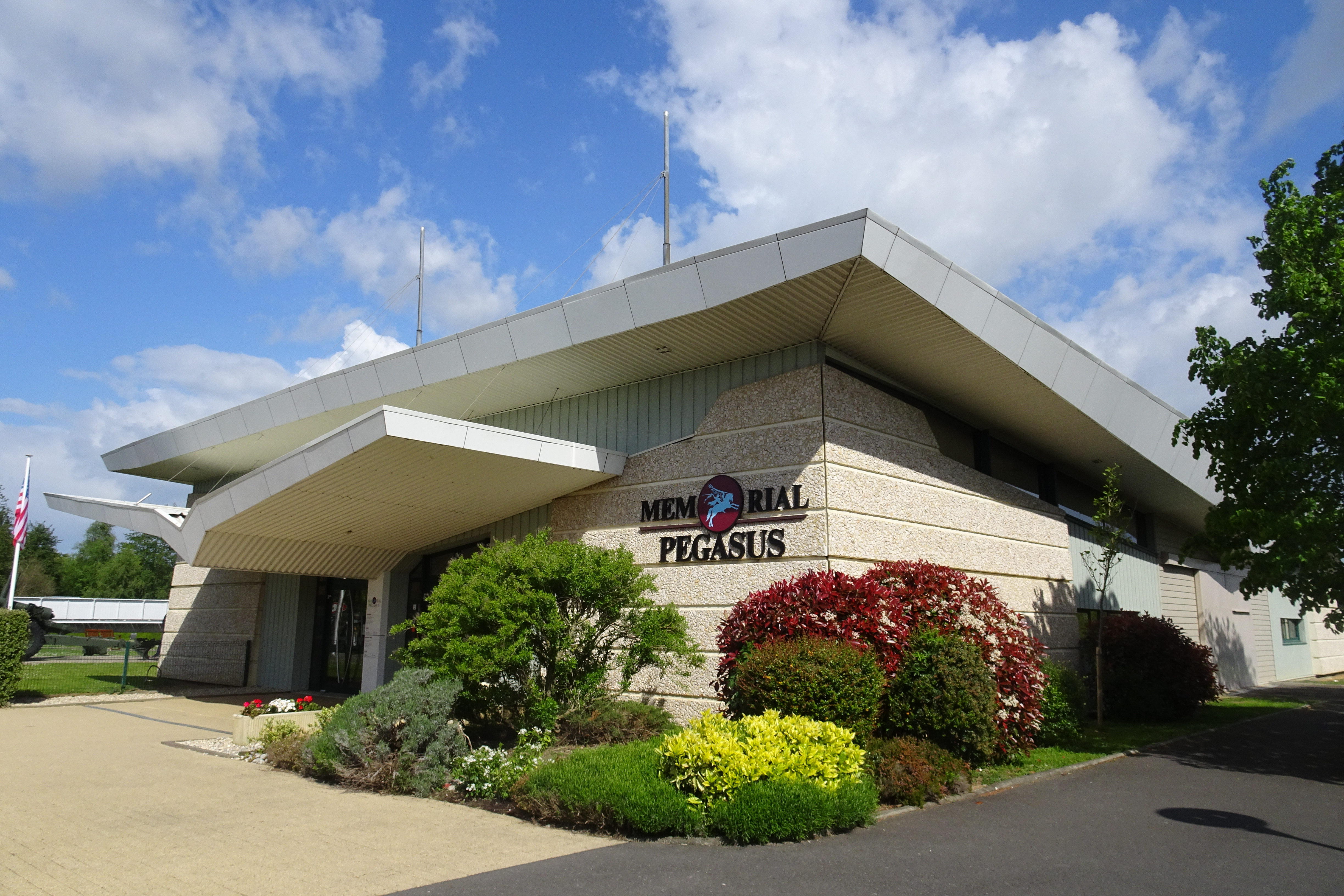
Le Mémorial Pegasus.
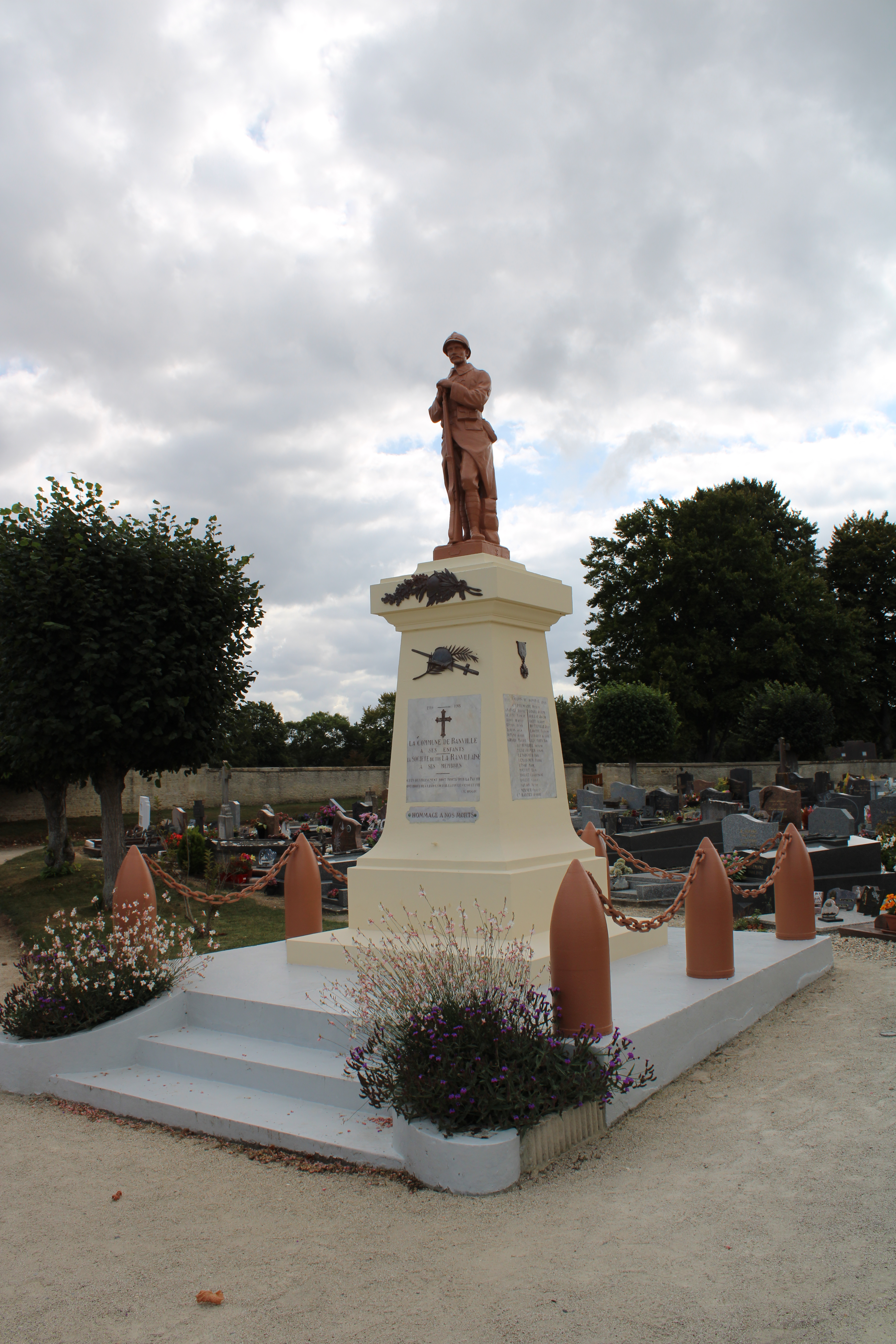
Le monument aux morts.

### Personnalités liées à la commune
- Le comte de Guernon-Ranville (1787 - 1866 au château de Ranville), ministre de l'Instruction publique et des cultes sous Charles X, dans le gouvernement Polignac.
- Général Richard Gale (1896-1982), commandant de la 6th Airborne Division.
- René de Naurois (1906-2006), aumônier des commandos Kieffer, Juste parmi les nations, enterré dans le cimetière de Ranville.
- Guy de Montlaur (1918-1977), peintre, enterré dans le cimetière de Ranville.
- Jean-Claude Diamant-Berger (1920-1944), poète, enterré dans le cimetière militaire britannique de Ranville.

### Jumelages
Ranville est jumelée avec :
- Motten (Allemagne) ;
- Petworth (Royaume-Uni).

### Héraldique
| Armes de Ranville | Les armes de la commune de Ranville se blasonnent ainsi : D'azur au clocher du lieu d'argent ajouré d'or et accompagné en chef senestre d'un écusson de gueules chargé de deux léopards d'or armés et lampassés d'azur, l'un au-dessus de l'autre. Les deux léopards d'or sur champ de gueules rappellent les armes de la Normandie. |